# Edward Bernays und die Wissenschaft der Meinungsmache
Edward Bernays und die Wissenschaft der Meinungsmache (Originaltitel: Propaganda: La fabrique du consentement) ist ein französischer Dokumentarfilm von Jimmy Leipold aus dem Jahr 2017 über Edward Bernays und Public Relations. Es handelt sich um eine Koproduktion von ARTE France und INA.

## Inhalt
Der Dokumentarfilm durchleuchtet die Entstehung und Handhabe von Methoden, mit denen sich die Massen in demokratischen Systemen mittels Massenpropaganda steuern lassen können und wie sich Politiker und Unternehmer dieser Methoden bedienten, um ihre eigenen Interessen zu fördern. Mittels Archivbildern und Interviews mit namhaften Personen wird die Wissenschaft der Meinungsmache bei verschiedenen historischen Ereignissen geschildert.

### Woodrow Wilson und die Folgsamkeit in den Ersten Weltkrieg

Rekrutierungsplakat aus dem Ersten Weltkrieg

Trotz der von US-Präsident Woodrow Wilson vor seiner Wiederwahl zugesicherten Neutralitätspolitik während des Ersten Weltkriegs, gelang es ihm 1917 durch seine eingerichtete Creel-Kommission, die sich ausschließlich aus Kommunikationsprofis wie Edward Bernays zusammensetzte, das Volk mittels Massenpropaganda dazu zu bewegen, den Kriegseintritt zu unterstützen, indem diese ein Konzept für eine landesweite Kampagne mit charismatischen Schauspielern, Geschäftsleuten und Predigern in Werbemaßnahmen und der Unterhaltungsbranche mit einer Fürsprache eines Kriegseintritts ausarbeitete, die aus kritisch denkenden Menschen, emotionsgeleitete Befürworter eines Kriegseintritts werden ließ.

### Unruhen durch die Verelendung im Zuge der Industrialisierung

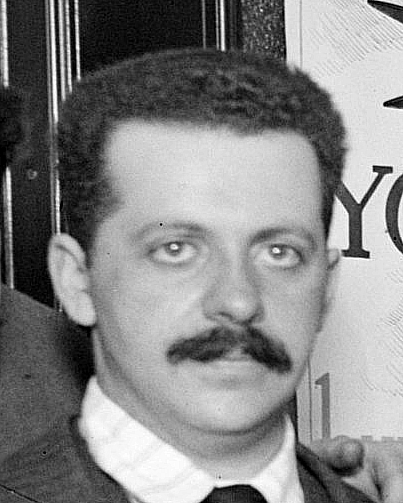
Edward Bernays (1917)

Als die in den USA durch den Aufstieg des Industriekapitalismus hervorgegangene Verelendung der Arbeiterklasse der Fabriken und die daraus resultierende Welle von Unruhen durch Arbeiterrevolten zur Mitte der 1910er-Jahre ihren Höhepunkt erreichte, fürchteten die in Bedrängnis geratenen Unternehmerschaften einen Umsturz und sahen in den von der Creel-Kommission geschaffenen Methoden eine Möglichkeit, der Arbeiterklasse den Kapitalismus wieder schmackhaft machen zu können.
Edward Bernays, der die Erkenntnisse über Massenpropaganda des Publizisten namens Walter Lippmann übernommen und ausgefeilt hatte, beanspruchte für sich den Titel des ersten Public Relations-Beraters. Bernays und weitere PR-Experten der einstigen Creel-Kommission wurden von Unternehmern der Großindustrie angeheuert, um die Bevölkerung davon zu überzeugen, dass ihnen allen das Gedeihen privater Unternehmen zugute käme. Der arme Bürger wurde zu einem Verbraucher mit Kaufentscheidungen, die weniger auf Grundbedürfnissen, sondern verstärkt auf Wünschen beruhen.

### Wissenschaftliche Belege von Ärzten in Werbekampagnen

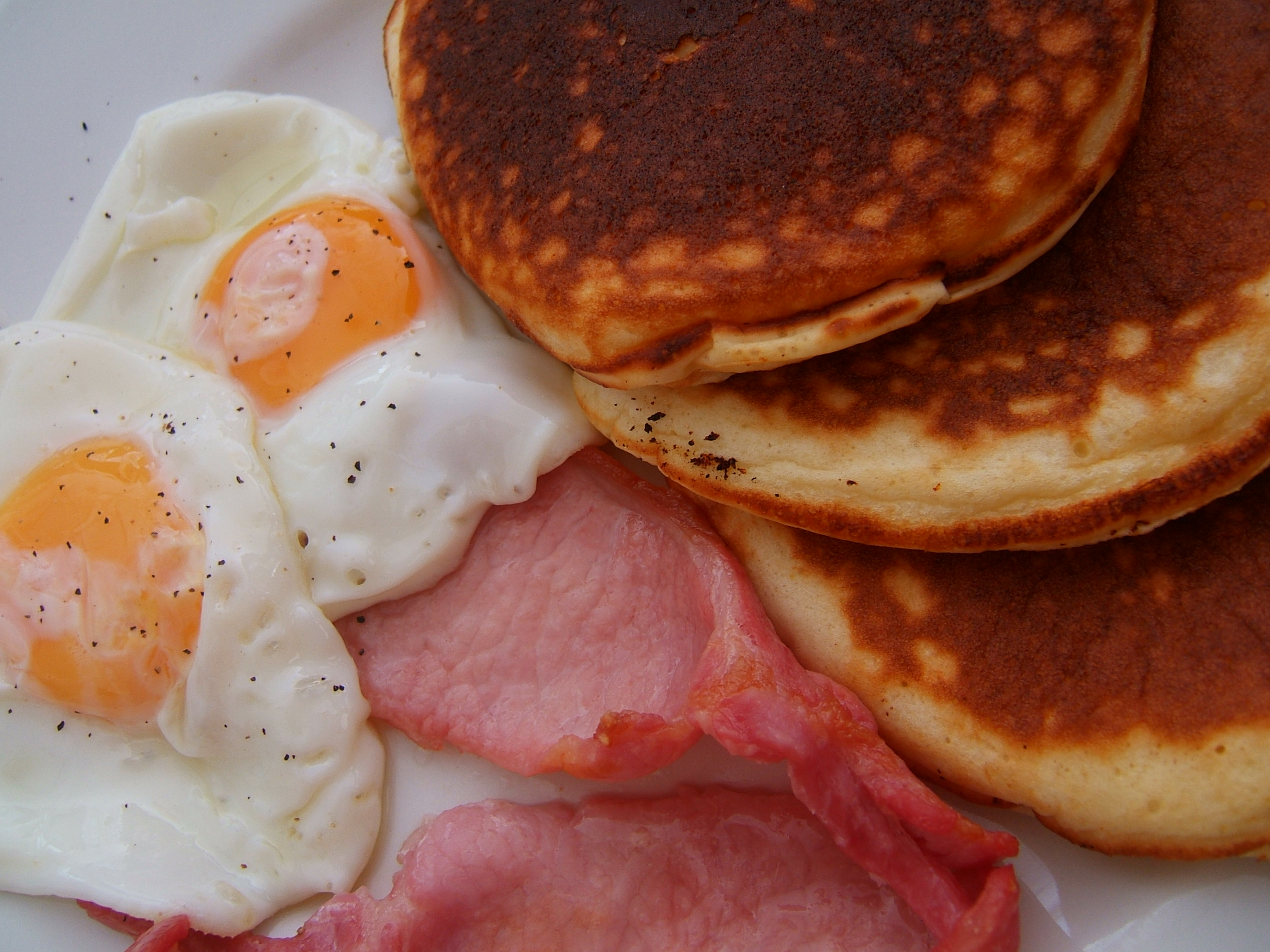

Zur Umsatzsteigerung beim Verkauf von Schinken warb die Beech-Nut Packing Company Bernays an, der für eine Kampagne das Ansehen von Ärzten nutzte und Mediziner, sowie Gesundheits- und Ernährungsexperten von einer Kommission für eine Studie befragen ließ, wie sie ein üppiges, bzw. herzhaftes Frühstück mit bspw. Bacon und Ei beurteilen würden. Das gut beurteilte Ergebnis einer gesunden Wirkung durch ein üppiges Frühstück versandte Bernays an 4000 Ärzte im Land, die schließlich ahnungslos unter ihren Patienten verbreiteten, was einen rein kommerziellen Zweck hat. Binnen weniger Jahre wurde das amerikanische Frühstück zu einem Fixpunkt der kulturellen Identifikation. Seither wurden wissenschaftliche Belege durch Ärzte in Werbekampagnen immer beliebter.

### Freuds Psychoanalyse für die Umsatzsteigerung einer Zigarettenmarke

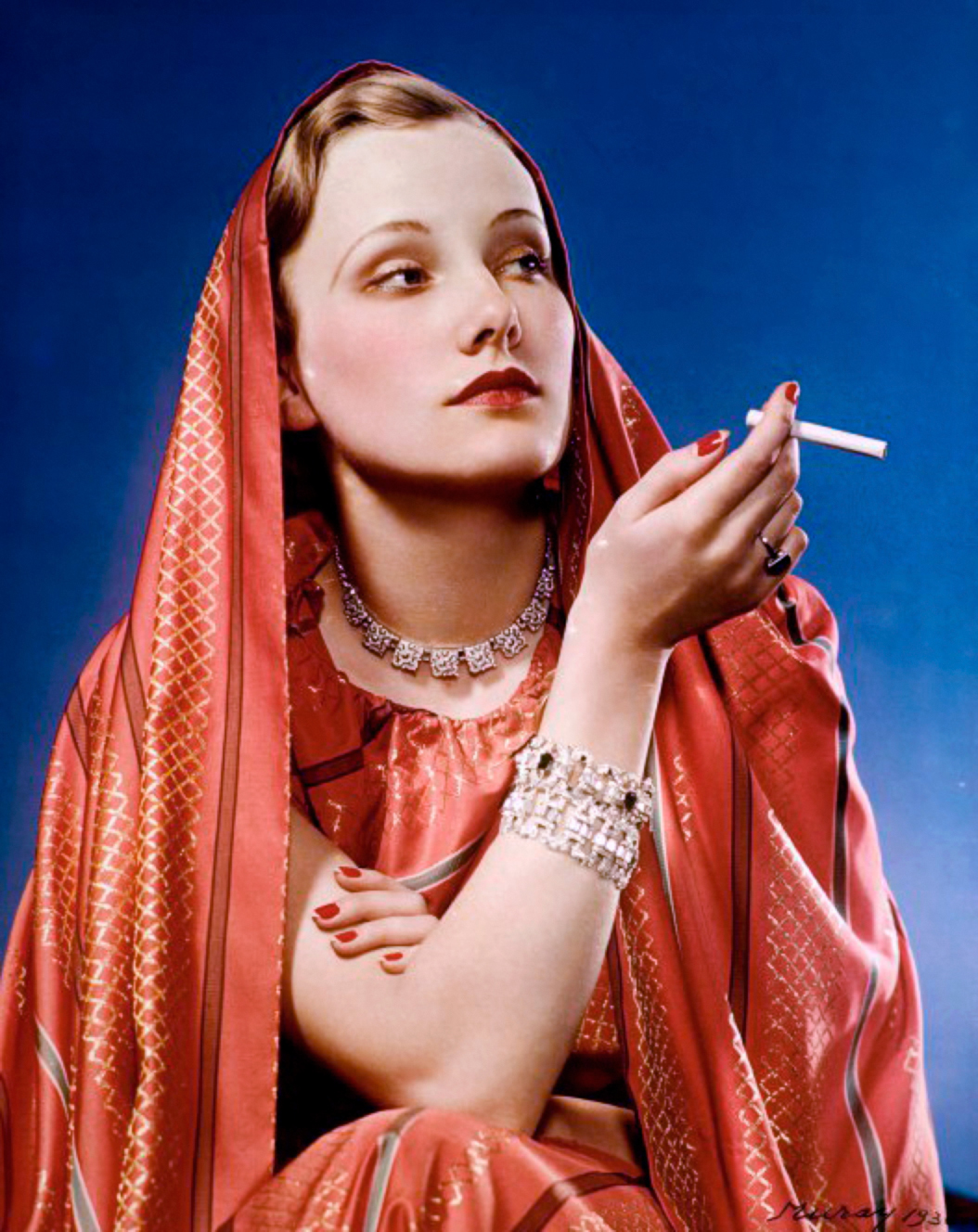

Um seine Methoden zu optimieren, wandte Bernays als überzeugter Anhänger der Theorie der Psychoanalyse seines Onkels Sigmund Freud als erster in der Praxis an, als die American Tobacco Company Bernays während der 1920er-Jahre, als das öffentliche Rauchen von Frauen als gesellschaftliches Tabu galt, anwarb, um den Umsatz ihrer Lucky Strike Zigaretten zu steigern. Mit der Befragung von Abraham Brill nach dem symbolischen Mehrwert der Zigarette für das weibliche Unbewusste und dessen Verweis auf den Freud’schen Penisneid mit dem phallischen Symbolcharakter der Zigarette als Zeichen männlicher Macht, versuchte Bernays, das Rauchen für Frauen akzeptabel und attraktiv zu machen. So beauftragte er 1929 öffentlichkeitswirksam zur jährlichen Osterparade eine Gruppe von Frauen, die verkleidet als Suffragetten mit angezündeten Zigaretten durch New Yorks Fifth Avenue marschierten und sich von den aus aller Welt von Bernays eingeladenen Zeitungsreportern mit den von ihm getauften „torches of freedom“ (Fackeln der Freiheit) fotografieren ließen. Die Werbestrategie zielte darauf ab, Zigaretten als Symbol weiblicher Emanzipation zu etablieren und den Widerstand der Frauen gegen das Rauchen zu brechen. Binnen fünf Wochen wurden Raucherräume für Frauen in New Yorker Theatern geöffnet.

### Symbolkraft und Pädagogik während der Großen Depression

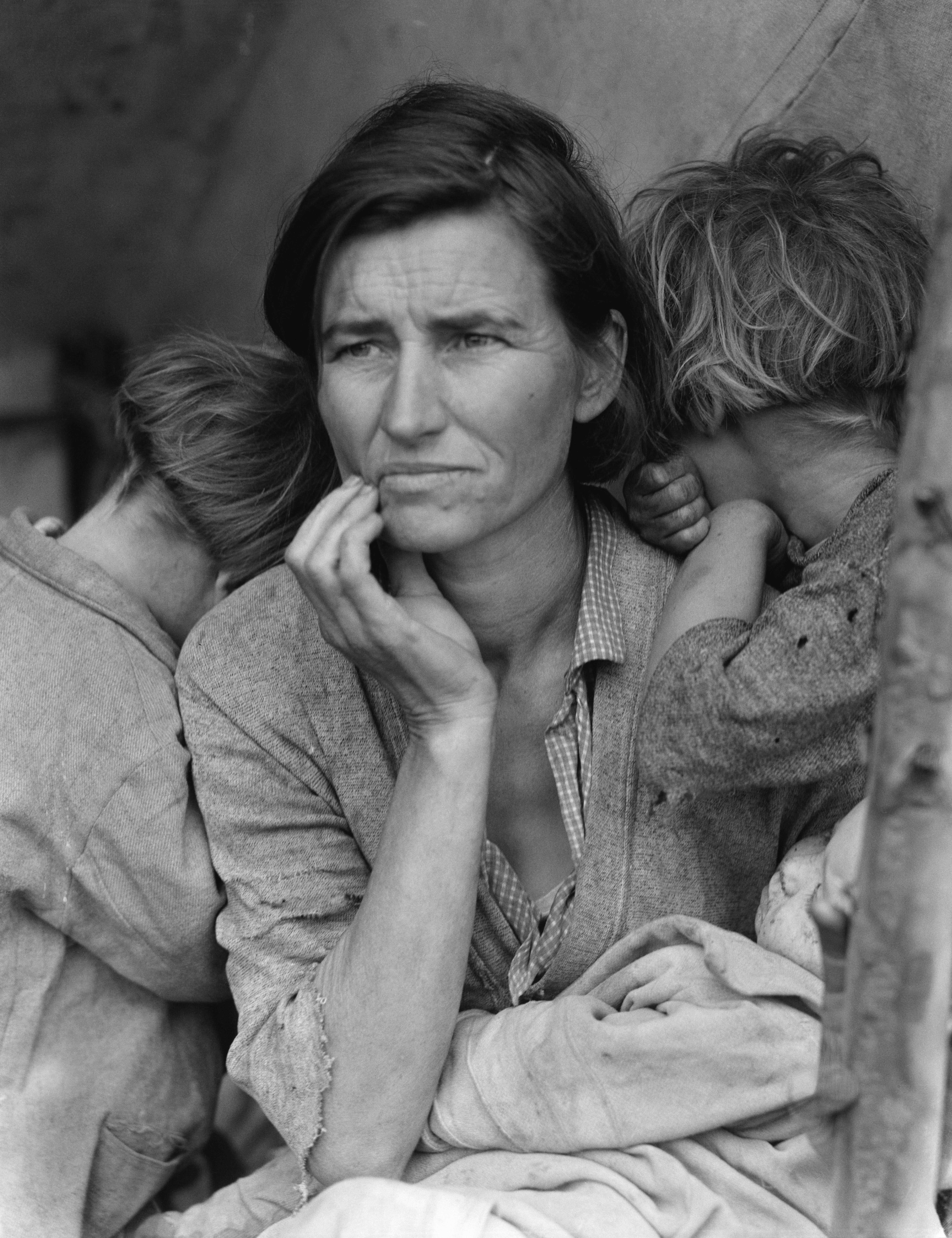
Florence Owens Thompson, Foto von Dorothea Lange, 1936

Nach der als "Große Depression" bezeichneten Wirtschaftskrise wandte sich auch US-Präsident Franklin D. Roosevelt an PR-Spezialisten, die ihn mittels Pädagogik mit den ab 1933 von ihm moderierten Fireside chats als volksnahen Menschen wirken ließen, um den Bürgern seine Politik zum Wiederaufbau des Landes zu vermitteln. Sein sogenannter New Deal; ein Programm von Wirtschafts- und Sozialreformen, wurde zusätzlich durch Dokumentarfilme vermittelt und deren Nutzen in Unterstützung renommierter Fotografen und Autoren symbolkräftig mit Fotos verdeutlicht. Nach seiner Wiederwahl beschnitt er 1936 durch die neuen Reformen die Macht von Banken und Unternehmen. Die NAM hingegen, der die meisten Großunternehmen angehörten und dies als wirtschaftliche Katastrophe sahen, versuchte mit großer PR-Arbeit, das Vertrauen der Bevölkerung in das kapitalistische System zurückzugewinnen und zu vermitteln, dass privates Unternehmertum – die Industrie im Privatbesitz der Schlüssel zu besseren Lebensbedingungen sei. Somit arbeitete die Kampagne der Regierung, die dem Bürger die gegenwärtige Realität beschrieb, gegen die der Unternehmer, die dem Konsument Träume von morgen verkaufte.

### Die Werbetrommel für die Marktwirtschaft

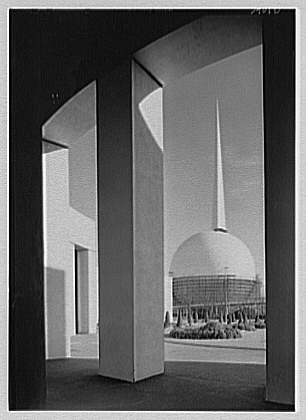

Als die Stadt New York City als eine der weltweit größten PR-Aktionen in der Geschichte der Industrie mit der 1939 New York World’s Fair erstmals eine Weltausstellung ausrichtete, kümmerte sich Edward Bernays als einer der Hauptorganisatoren um die Öffentlichkeitsarbeit und entwickelte die perfekte Vision eines futuristischen Amerika, dessen politische Stabilität und soziale Fortschritte einer freien und florierenden Wirtschaft zu verdanken waren – der "Democracity", nach welcher der Themenpark der Ausstellung benannt war. Vor Ort wurde von Großunternehmen eine mögliche und vermeintlich bessere Zukunft aufgezeigt, die den antikapitalistischen Bürger von seiner Ansicht bekehren sollte, sodass dieser künftig die Werbetrommel für die Marktwirtschaft rühren würde.

### Psychologische Kriegsführung

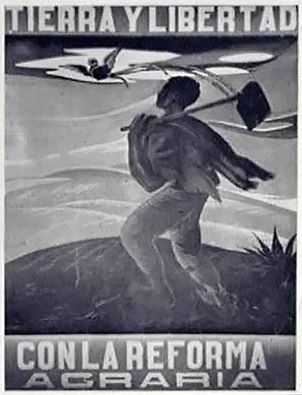

Als der Präsident Guatemalas namens Jacobo Árbenz Guzmán in den frühen 1950er-Jahren brachliegende Ländereien Guatemalas gegen Entschädigungen verstaatlichte und diese an verarmte Bauern vermachte, betrachtete dies die United Fruit Company (UFC), der drei Viertel der Flächen gehörten, als Gefährdung ihrer Interessen. Im medialen Rückschlag machte der von der UFC angeheuerte Bernays weite Teile Amerikas und Guatemalas glauben, die Regierung Guatemalas sei kommunistisch und ein Brückenkopf der Sowjetunion. In der von ihm als „Medienblitz“ bezeichneten Kampagne wendet er gezielt Methoden der psychologischen Kriegsführung an und richtete ein de facto von der UFC finanziertes, de jure unabhängiges Pressebüro für ausschließlich dieses Thema als Nachrichtendienst ein, welches den Medien seine eigenen Informationen lieferte. Er nutzte gezielt die zu jener Zeit umhergehende Angst vor den Sowjets und dem vermeintlich ausufernden Kommunismus im eigenen Land, wodurch er maßgeblich zur Intervention der US-Regierung in Guatemala beitrug. Die US-Regierung unter Präsident Dwight D. Eisenhower hatte die CIA mit der Organisation eines Putsches beauftragt, wodurch Árbenz Guzmán im Juni des Jahres 1954 von Rebellen um Carlos Castillo Armas gestürzt wurde.

## Liste der Interviewpartner
| Namen           | Beschreibung                                                    | Bild |
| --------------- | --------------------------------------------------------------- | ---- |
| Stuart Ewen     | Autor und Historiker                                            |      |
| Chris Hedges    | Journalist und Autor                                            |      |
| Shelley Spector | Künstlerin und Gründerin des Museum of Public Relations, NYC    |      |
| Noam Chomsky    | Professor für Linguistik am MIT                                 |      |
| David Miller    | Soziologe                                                       |      |
| Larry Tye       | Sachbuchautor und Journalist                                    |      |
| Anne Bernays    | Schriftstellerin und Lehrerin, sowie Tochter von Edward Bernays |      |

## Synchronisation
Die deutsche Synchronisation entstand unter der Dialogregie von Ralph Sikau mit einer Übersetzung von Ursula Bachhausen durch die Synchronfirma Rheinklang Media.